# Jüdische Gemeinde Forbach

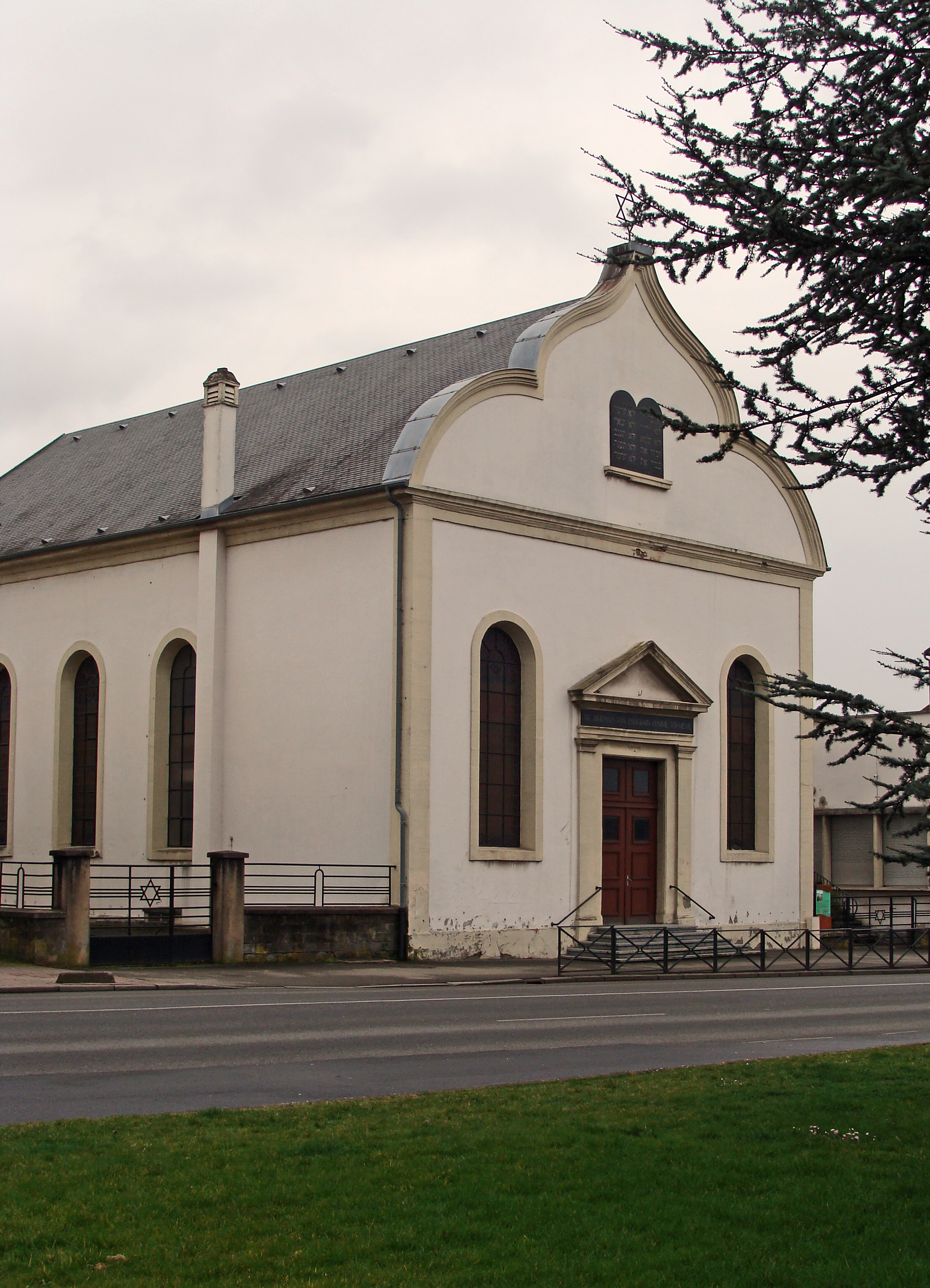
Synagoge in Forbach

Eine Jüdische Gemeinde in Forbach, einer französischen Stadt im Département Moselle in der Lothringen, bestand spätestens seit dem 18. Jahrhundert.

## Geschichte
In Forbach werden 1723 vier und 1753 neun jüdische Familien genannt, die Steuern zahlten. Im 19. Jahrhundert wuchs ihre Zahl sehr, so dass 1834 314 jüdische Bewohner, d. h. 10 % der Einwohnerzahl, der jüdischen Gemeinde angehörten. Nach der jüdischen Gemeinde Metz war dies die zweitgrößte jüdische Gemeinde im Département Moselle. Ab 1834 wurde an der Avenue Saint-Remy eine Synagoge gebaut, die 1862/63 renoviert werden musste. Nachdem sie während des Zweiten Weltkriegs von den deutschen Besatzern zerstört worden war, wurde sie von der Jüdischen Gemeinde nach 1945 identisch wieder aufgebaut.

## Friedhof
Der jüdische Friedhof befindet sich außerhalb des Ortes.